# Economia do Cazaquistão
A República do Cazaquistão possui grandes reservas de combustível fóssil e grandes jazidas de minerais e metais; além de um importante setor agrícola, onde se destacam a produção de grãos e a criação de animais. O setor industrial do país é principalmente centrado na extração e processamento destes recursos naturais. O Cazaquistão é rico em recursos minerais: petróleo e gás natural no mar Cáspio e carvão na bacia carbonífera de Karaganda. As reservas de petróleo estão estimadas em 12-17 bilhões de toneladas (5ª maior reserva do mundo). Entre os países não pertencentes à OPEP, o Cazaquistão ocupa o segundo lugar em reservas comprovadas (a Rússia é o primeiro). O país possui a quinta maior reserva de urânio do mundo.
O país desfrutou de crescimento de dois dígitos em 2000 e 2001, e 8% ou mais por ano entre 2002 e 2007 — graças em grande parte ao seu crescente setor de energia, mas também à reforma económica, às boas colheitas, e ao crescimento do investimento estrangeiro. Em 2008 o crescimento do PIB caiu para 2,4%, e foi negativo em 2009, devido às quedas de preços do petróleo e dos metais, e a problemas no setor bancário que seguiram-se à crise financeira global.

## História
Até a Revolução Russa de 1917, o atual território do Cazaquistão era uma das regiões do então Império Russo, com economia predominantemente agrária e parte da população mantendo costumes nômades.
Após a revolução, o novo regime construiu um extenso sistema de ferrovias que facilitou o acesso de milhões de agricultores russos, ucranianos e alemães (principalmente após a Segunda Guerra Mundial) para as pradarias do norte da República, permitindo em pouco tempo tornar as vastas estepes virgens em grandes fazendas coletivas de produção maciça de grãos.
A Segunda Guerra Mundial acelerou o processo de desenvolvimento econômico com a transferência de inúmeras indústrias para a Ásia central soviética. No pós-guerra, visando aproveitar o enorme potencial da região, o regime comunista estimulou novas ondas de imigração; no final da década de 50 a maioria da população cazaque era composta por povos eslavos e germânicos e, somente no final da década de 80, os cazaques voltaram a constituir a etnia mais numerosa do país.
A descoberta de carvão em Karaganda acelerou o processo de industrialização, criando na república um grande setor siderúrgico e de máquinas. Outro fator que contribuiu para tornar o Cazaquistão a república mais desenvolvida da Ásia central soviética foi a instalação do complexo aeroespacial de Baikonur, principal centro de lançamentos de foguetes da extinta URSS.
O Cazaquistão era um importante produtor de alimentos da antiga União Soviética, tendo produzido 30 milhões de toneladas de grãos em 1991, que correspondem a 15% da produção total da URSS naquele mesmo ano. Com o fim da União Soviética, em 1991, o Cazaquistão proclamou independência e, como outras repúblicas soviéticas, sofreu com o desmonte do sistema econômico.
O desmantelamento do sistema de coletivas e a emigração em massa da população não cazaque provocou quebra na produção de grãos que reduziu-se para um terço (10 milhões de toneladas) em meados dos anos 90. Milhões de hectares são abandonados, ao mesmo tempo que a indústria diminuiu sua produção em 40%.
Os motivos que levaram a outrora próspera República Socialista Soviética do Cazaquistão à estagnação econômica nos anos 90 de século passado foram: a perda da mão de obra altamente qualificada não cazaque formada por eslavos e germânicos, muitos dos quais migraram para seus países de origem; o desmantelamento do sistema de distribuição e dos mercados da outrora União Soviética, pois o sistema econômico era muito centralizado e interdependente (o Cazaquistão fornecia para outras repúblicas alimentos e matéria prima em troca de gêneros manufaturados de consumo); e as instabilidades políticas devidas à falta de definição de rumo político e econômico.
Em meados da década de 1990 do século passado, companhias petrolíferas norte-americanas e europeias investiram em inúmeras prospecções geológicas na região do Mar Cáspio, pois sabia-se, há tempos, da possibilidade de existência de reservas de petróleo e gás nessa área geográfica, as prospecções revelaram-se positivas com grandes depósitos de petróleo encontrados, valendo mencionar os campos de Tenguiz e Kashagan, em território cazaque. Deu-se, desse modo, o início da recuperação econômica do país, que recebeu investimentos maciços dos países ditos ocidentais.
O Cazaquistão beneficiou-se com a alta do petróleo a partir do ano 2001, desenvolvendo a infraestrutura e diversificando a economia com os recursos auferidos. Entre 1998 e 2008 o PIB do país cresce 10% anuais, em média. É o único páis a dobrar o PIB em menos de dez anos.
O Cazaquistão encontra-se entre as 20 nações mais atraentes para investimentos, segundo o Banco Mundial.

## Comércio exterior

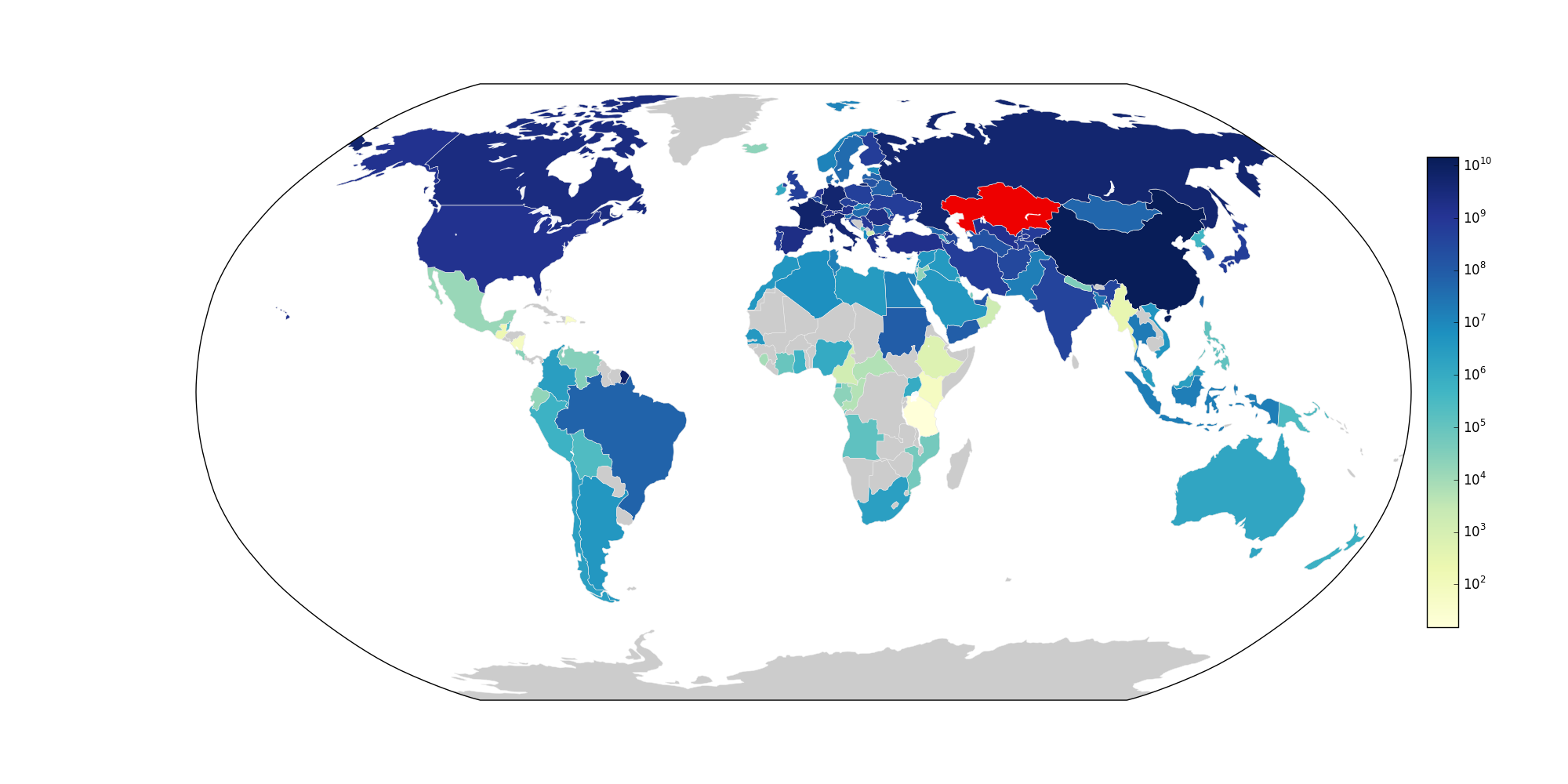
Exportações do Cazaquistão em 2006

Em 2020, o país foi o 49º maior exportador do mundo (US$ 57,7 bilhões, 0,3% do total mundial). Já nas importações, em 2019, foi o 58º maior importador do mundo: US$ 38,3 bilhões.

## Setor primário

### Agricultura
O Cazaquistão produziu, em 2018:
- 13,9 milhões de toneladas de trigo (14º maior produtor do mundo);
- 3,9 milhões de toneladas de cevada (11º maior produtor do mundo);
- 3,8 milhões de toneladas de batata (20º maior produtor do mundo);
- 1,2 milhões de toneladas de melancia (12º maior produtor do mundo);
- 933 mil toneladas de linho (maior produtor do mundo);
- 893 mil toneladas de melão (5º maior produtor do mundo);
- 862 mil toneladas de milho;
- 847 mil toneladas de girassol (13º maior produtor do mundo);
- 813 mil toneladas de cebola;
- 765 mil toneladas de tomate;
- 566 mil toneladas de cenoura;
- 546 mil toneladas de repolho;
- 504 mil toneladas de beterraba, que serve para produzir açúcar e etanol;
- 482 mil toneladas de arroz;

Além de produções menores de outros produtos agrícolas.

### Pecuária
Em 2019, o Cazaquistão produziu 5,8 bilhões de litros de leite de vaca, 501 mil toneladas de carne bovina, 214 mil toneladas de carne de frango, entre outros. O país é o 13º maior produtor mundial de lã.

## Setor secundário

### Indústria
O Banco Mundial lista os principais países produtores a cada ano, com base no valor total da produção. Pela lista de 2019, o Cazaquistão tinha a 54ª indústria mais valiosa do mundo (US$ 20,8 bilhões).
Em 2019, o Cazaquistão era o 41ª maior produtor de veículos do mundo (49 mil) e o 34ª maior produtor de aço (4,1 milhões de toneladas).

### Mineração
O Cazaquistão é um forte produtor mineral. O país era o maior produtor do mundo de urânio em 2018. Em 2019, o país era o 10º maior produtor mundial de ouro; 11º maior produtor mundial de cobre; 3º maior produtor mundial de cromo; 9º maior produtor mundial de bauxita; 9º maior produtor mundial de zinco; 10º maior produtor mundial de antimônio; 12º maior produtor mundial de minério de ferro; 12º maior produtor mundial de chumbo; 14º maior produtor mundial de manganês; 17º maior produtor mundial de fosfato; 6º maior produtor mundial de bismuto, e o 7º maior produtor mundial de enxofre.

### Energia
Nas energias não renováveis, em 2020, o país era o 12º maior produtor de petróleo do mundo, extraindo 1,75 milhões de barris/dia. Em 2019, o país consumia 244 mil barris/dia (50º maior consumidor do mundo). O país foi o 11º maior exportador de petróleo do mundo em 2016 (1,29 milhões de barris/dia). Em 2017, o Cazaquistão era o 29º maior produtor mundial de gás natural, 22,8 bilhões de m3 ao ano. Em 2017 o país era o 43º maior consumidor de gás (16,3 bilhões de m3 ao ano). Em 2016, era o 18º maior exportador do mundo (11,5 bilhões de m3 ao ano). Na produção de carvão, o país foi o 10º maior do mundo em 2018: 111,1 milhões de toneladas.
Nas energias renováveis, em 2020, o Cazaquistão era o 46º maior produtor de energia eólica do mundo, com 0,2 GW de potência instalada, e não tinha energia solar instalada.

## Setor terciário

### Turismo
O Cazaquistão tem um turismo reduzido. Em 2010, o Cazaquistão recebeu 2,9 milhões de turistas internacionais. As receitas do turismo, em 2018, foram de US$ 2,2 bilhões.